# Molophilus dicranostylus
Molophilus dicranostylus är en tvåvingeart som beskrevs av Alexander 1961. Molophilus dicranostylus ingår i släktet Molophilus och familjen småharkrankar. Inga underarter finns listade i Catalogue of Life.